# 柬埔寨瘤粒條鰍
柬埔寨瘤粒條鰍（學名：Tuberoschistura cambodgiensis）為輻鰭魚綱鯉形目條鰍科瘤粒條鰍屬的其中一種。分布於亞洲柬埔寨湄公河流域，體長可達4公分，棲息在水流平緩、沙底質的河川底層水域，生活習性不明。

## 扩展阅读
維基物種上的相關：柬埔寨瘤粒條鰍